# Gemeine Trauerbiene
Die Gemeine Trauerbiene (Melecta albifrons) ist eine brutparasitisch lebende Biene aus der Gattung der Trauerbienen (Melecta).

## Merkmale
Die Bienen erreichen eine Körperlänge von 12 bis 17 Millimetern. Man kann sie anhand ihrer braungelben Behaarung am Kopf, der ebensolchen dichten Thoraxbehaarung und den beiden außen an jedem Tergit sitzenden beigen Flecken in Mitteleuropa gut von den anderen Trauerbienenarten unterscheiden. Ihr Hinterleib ist etwas spitz zulaufend. Sie besitzt auf Grund ihrer Lebensweise keinen Pollensammelapparat. Männchen und Weibchen können nur schwer voneinander unterschieden werden, die Weibchen besitzen mit 12 Fühlergliedern eines weniger als die Männchen.

## Vorkommen
Die Art kommt in großen Teilen Europas und in ganz Mitteleuropa vom Flachland bis in etwa 500 Meter Seehöhe vor. Sie besiedelt wie ihre Wirtsarten Steilufer an Flüssen, Sand-, Kies- und Lehmgruben, Weinberge mit Trockenmauern oder Lößwände, aber auch unverputzte Lehmwände an Gebäuden. Sie kommt ebenso wie ihre Wirtsarten in Mitteleuropa weit verbreitet und stellenweise häufig vor. Sie ist wegen der Häufigkeit ihres Hauptwirtes nicht gefährdet.

## Lebensweise
Die Larven der Gemeinen Trauerbiene entwickeln sich parasitisch als Kuckucksbienen an der Gemeinen Pelzbiene (Anthophora plumipes), aber auch an anderen Pelzbienen wie etwa Anthophora plagiata und Anthophora fulvitarsis.
Die Imagines saugen Nektar an vielen verschiedenen Pflanzen, wie etwa an Huflattich, Gundermann, Purpurroter und Weißer Taubnessel oder Kriechendem Günsel. Pro Jahr wird eine Generation ausgebildet, die von Anfang April bis Ende Mai (Männchen) bzw. Ende Juni (Weibchen) fliegt. Man findet die Tiere meist zahlreich nahe den Nistplätzen ihrer Wirte. Die Weibchen der Gemeinen Trauerbiene legen ihre Eier kurz vor dem Verschließen der Brutzelle ab, wobei der Zelldeckel mit dem spitzen Hinterleibsende durchstochen wird. Das Ei liegt dadurch an der Unterseite des Zelldeckels. Gelegentlich kommt es zu Auseinandersetzungen zwischen Wirt und Parasitoiden, wenn ersterer zum Nest zurückkehrt. Wie auch bei anderen Kuckucksbienen frisst die Trauerbienenlarve vermutlich nach dem Schlupf zunächst das Wirtsei oder die bereits geschlüpfte Larve und ernährt sich anschließend vom eingetragenen Nahrungsvorrat. Die Überwinterung erfolgt als Imago in der Brutzelle.